# 大西克礼
大西 克禮（おおにし よしのり、1888年10月4日 - 1959年2月6日）は、日本の美学者。東京帝国大学名誉教授。東京生まれ。

## 略歴
- 旧制第三高等学校、東京帝国大学文科大学哲学科卒業
- 1922年 東京帝国大学講師
- 1927年 東京帝国大学助教授（命により一年間ヨーロッパに留学）
- 1930年 東京帝国大学教授
- 1946年 帝国学士院会員
- 1949年 定年退官

## 研究活動
シラー、ヘーゲルなどの美学を学び、これを日本美に応用して『幽玄とあはれ』などの著作に結実させ、また京都帝国大学教授・深田康算によるカント『判断力批判』の未完訳を完結させた。比較美学の先駆者である。定年後は博多に隠棲し研究と著述に明け暮れた。

## 著書
- 美学原論 不老閣書房, 1917
- 現代美学の問題 岩波書店, 1927
- カント「判断力批判」の研究 岩波書店, 1931
- 現象学派の美学 岩波書店, 1937
- 幽玄とあはれ 岩波書店, 1939、再版1971
- 風雅論 「さび」の研究 岩波書店, 1940、復刊1998ほか
- 萬葉集の自然感情 岩波書店, 1943、再版1970
- 美意識論史 角川書店, 1949
- 美学 弘文堂（上下）, 1959、復刊1976 - 上巻 基礎論、下巻 美的範疇論
- 古典的と浪漫的 弘文堂 アテネ文庫, 1960
- 浪漫主義の美学 弘文堂, 1961
- 浪漫主義の美学と芸術観 弘文堂, 1968、再版1976
- 東洋的藝術精神 弘文堂, 1988
- 大西克礼美学コレクション 書肆心水, 2013
  - 1 幽玄・あはれ・さび
  - 2 自然感情の美学　万葉集論と類型論
  - 3 東洋的芸術精神

## 翻訳
- 社会学より見たる芸術 ギユヨー 内田老鶴圃, 1914 
  - のち「社会学上より見たる芸術」ギュイヨー、小方庸正共訳、岩波文庫 全3巻
- レムブラント 芸術哲学試論 ジムメル 岩波書店, 1927
- カント著作集 第4 判断力批判 岩波書店, 1932、のち岩波文庫 上下（一穂社よりオンデマンド版で再刊）

## 回想
- 「大西先生とその周辺　回想録」大西先生生誕百年回想録編集委員会, 1989